# Линденволд (Њу Џерзи)
Линденволд (енгл. Lindenwold) град је у америчкој савезној држави Њу Џерзи.

## Демографија
По попису из 2010. године број становника је 17.613, што је 199 (1,1%) становника више него 2000. године.
| Група             | 2000.          | 2010.         |
| Белци             | 10.214 (58,7%) | 7.123 (40,4%) |
| Афроамериканци    | 4.915 (28,2%)  | 6.104 (34,7%) |
| Азијати           | 614 (3,5%)     | 493 (2,8%)    |
| Хиспаноамериканци | 1.316 (7,6%)   | 3.673 (20,9%) |
| Укупно            | 17.414         | 17.613        |